# わくわくワーキング
『わく♥わくワーキング』は、おーはしるいによる日本の4コマ漫画作品。コンビニチェーン店本社の女性営業主任が新人男性社員に片想いするという内容の4コマラブストーリー。竹書房の雑誌『まんがライフ』（月刊）で2001年4月号から2004年10月号までと、2005年2月号から2019年11月号まで連載。なお連載開始時から、いくつかのパターンがあるがタイトル中にはハートマーク（♥）がある。
連載開始前に、「スペシャルゲスト」という名目のパイロット版が発表されている。その時点では（現在の、本作を含む竹書房での発表作品と異なり）キャラクターに鼻が描かれていなかった。人物紹介の絵に鼻がないのはその名残り。第1巻掲載の一話目が、そのときの作品である。

## 登場人物

### 主要人物
松崎みお（まつざき みお）
本編の主人公。29歳、独身。5歳上の頼りない兄がいる。「サイガマート」という、コンビニチェーン店の本社営業二課に勤める主任。通称「鬼の松崎」。
仕事は積極的で妥協を許さず、その手腕を買われて女性初の営業主任として、営業二課を任されたキャリアウーマン。そのせいで、周囲にはきつい性格だと思われているが、実は傷つきやすく、人知れず泣くこともしばしば。
恋愛が苦手な（と言っても、過去にキスする仲になったくらいの彼氏はいた）のだが、7つ年下の部下である高沢壮太に片想い中。彼と少し手が触れ合っただけで顔を真っ赤にしてしまうほどの純情さを持つ。しかし「キャリアとしての生真面目さ」や「上司と部下であること」「自らの純情」「今まで学業や仕事に打ち込み続けたために恋愛免疫が無いこと」などが災いし、関係を進展させることが全く出来ない。普段は必死の思いで平静を保つが、密かにサイフに仕込んである高沢の写真を見て涙ぐんだりするなど、他人の目の無いところでは乙女チック一直線の行動をとってしまう。また仕事中でも高沢が長期休みや外部出張だったりすると彼の幻覚を見てしまうまでになる症状を引き起こしている。
営業一課の主任である中野とはライバル同士。しかし同様の理由のために、中野がみおのことを好きなことには気付けていない。
高沢壮太（たかざわ そうた）
22歳の新人営業マン。みおの直属の部下。童顔で背が小さい上に非力、臆病で泣き虫と、男としては頼りないが、仕事の成績は、時に新人らしい失敗はしてしまうものの、かなり優秀。ほんわかとした雰囲気と「無敵の笑顔」を武器に社内のアイドル的存在。恋愛に対する勘はとても鈍く、最初はみおと中野が恋人同士だと勘違いするほどである。
大学生のころはサイガマートの店舗でアルバイトとして働いていたことがあり、そのころバリバリの鬼営業であったみおに2、3回会ったことがある。仕事のできるみおを見て尊敬の感情を抱き、自分もああいう人になりたいと志し、サイガマートに入社した。幸運にも みおの直属の部下となったが、みおにはこのことをコミックス6巻まで話していない。また、みおはこのことを全く記憶していなかった。
ここ最近みおと中野のじゃれあいを見ていると、なぜか変な気持ちになる。
家族は全員同じ顔で3兄弟の末っ子。長兄は29歳、次兄25歳。
中野考（なかの こう）
みおと同期入社の29歳。5歳下の気の強い妹がいる。営業一課の主任。頭が切れるクールガイ。一課の方が営業成績が良いので、二課主任のみおに嫌味を言いに来る。ただ、高沢のほんわかした雰囲気に嫌味をかわされるので、彼だけは苦手。
新人のころからみおに片想い中なのだが、みおが高沢に夢中になっているのでそのことは打ち明けずにいる。「恋愛に不器用で素直になれない」という点ではみおと同じである。高沢絡みの事柄で自分が恋愛面で有利になるとわかっている場合でも、みおが悲しむ顔を思い浮かべた挙句二人の仲を応援するような行動をとってしまう、おまけに肝心のみおが中野の気持ちに全く気づいていないという現状ゆえに、良く言えば「男らしい」、悪く言えば「ドM」な状況に陥っている。
世界の遺跡に興味があり、熱く語る一面を持つ。
実家は和菓子屋。
池内智美（いけうち ともみ）
みおと同期入社の29歳。総務部主任。新人時代は受付嬢をやっていた。高沢のことが好きだが、恋愛対象というよりは「ペット」のような感情で接している。様々な情報網を駆使していろいろな人の弱み（中には会社を揺るがすほどのネタもあるらしい）を握っており、謀略・策略・裏工作はお手のもの。「可愛い美少女」な外見とは裏腹に、その中身は非常にふてぶてしく、精神が真っ黒。
みおと中野の気持ちをわかっているので、何かとちょっかいを出しては楽しんでいる。
幼いころに両親が離婚。母方に引き取られて育てられた。しかし、実はみおから（非公式に）「鬼ファザコン」と称されるほど父を愛している。実は父親もサイガマートの社員（人事部長）であり、父の背中を追って入社した経緯がある。同時に、父親がらみで落ち込んだ時にみおに慰められて立ち直ったことから、「みおは全力で守ってあげる、他はどーにでもなれ（7巻）」「みおが男だったらよかった（10巻）」と発言するなど、みおに対して友情を越えた感情に目覚めつつある。
入社および出世に関して、父のコネは（表向きでは）利用していない。父親よりも出世した暁には、自らのコネでさらなる上を目指そうと考えているようである。
佐々木美奈（ささき みな）
高沢と同期入社の22歳。通称「ノラムスメ」、あるいはそれを略して「ノラ」。みお曰く、キャロライン洋子似のキレイな子。新入社員当時、つまらないと思い込んでいた経理職について中野が優しく諭したことから中野を恋い慕うようになる。登場の都度さまざまな方策で中野を自分に振り向かせようと様々な手段で試みているが、中野には全く意に介されていない。勘が鋭く、中野がみおのことを好きであること、みおが高沢のことを好きであることを見抜いたが、これを認識していながらも中野へのアタックをやめようとは全くしていない。また高沢から中野とみおのじゃれあいについて相談された時に、失恋した中野が悲しむ顔を思い浮かべ、せっかくのチャンスをふいにするという行動を取った。のちに高沢陽太と知り合い、みおと壮太をくっつけるための共同戦線を張る。
恋敵であるみおには自らが中野を想う者として対等であることをアピールするためか、友達口調で接する。一方でともみに対しては生来の勘によりその危険性を察知し、野性の本能で「逆らってはいけない人間」「関わってはいけない人間」であることを勘付いているため大の苦手としている。その恐怖はともみが近づいただけで震えが止まらなくなり、みおの陰に隠れてしまうほど。
実は仕事が速く優秀なのだが、ノルマをこなすと中野を追いかけて職場放棄してしまうため問題児扱いされていた。後に当の中野から間接的にではあるがその態度を非難・軽蔑されたことをきっかけに、仕事に対し積極的になっている。

### 主要人物の家族等
高沢陽太（たかざわ ようた）
高沢壮太の次兄。25歳。本名は本編に登場せず、みおたちからは「高沢兄」と呼ばれる。4巻カバー下表紙のプロフィールで初めて本名が明かされた。
壮太そっくりで中野やみおさえ間違えるが、中身は全く違い、ギャンブル狂でかなり金や女にだらしない。壮太自身よく間違われて「金返せ」「女返せ」と間違いで脅迫されて困っている。なお、唯一、ともみだけが彼と壮太の区別を完璧につけることができる（彼女いわく、目の横に目立たないホクロがあることが判別点であるらしい）。
特に女好きはかなりのもので、壮太の次の担当店のオーナー夫人が「きれいな人」だと聞くや否や（オーナー夫人を口説いてモノにするために）壮太を縛り上げて彼に成り代わり店に行こうとした。なお、その時にはともみに正体を見破られた上、「鬼の松崎」モードが発動したみおにこっぴどく叱られ、壮太の迷惑になることを諭されて未遂に終わる。
かなりの問題児だが、弟に対する兄としての家族愛は本物で、壮太に自らの行動の被害が出ると解ると素直に謝り問題を解決しようとする。しかし、問題児であるがゆえに結果が出る（もしくは誰かに結果の予測を教えられて諭される）までにその行動が弟にどういう影響をおよぼすのかが全く理解できない。弟が博愛の人でありながらもみおに上司としての敬意以上の感情を抱きつつあることに気づいており、佐々木美奈と結託してみおと壮太をくっつけるための共同戦線を張る。
初めてみおに会ったときはみおたちを「おばはん」呼ばわりして、みおを真っ白にさせ、ともみにシメられ、壮太に叱られ、さらに壮太の強要でみお宛ての反省文まで書かされている。
壮太の必殺技である「高沢スマイル」ができない。やろうとすると、かなり腹黒な「企み笑み」になり、見た者の不安感をあおる（みおが見ると「その顔でそんなカオしないで」と泣き出す）。
松崎臣（まつざき おみ）
みおの兄。34歳。身長176センチ。壮太と同様に博愛の人だが特に妹ラブ。八方美人のきらいがあり、それゆえに反感を買うこともある。結婚していたが嫁姑バトルを収められなかったことにより離婚。
有川誠（ありかわ まこと）
智美の実父でサイガマート人事部長。智美が幼いころに妻と離婚し独身だが、妻への愛情は全く薄れていない。また、ファザコンの娘の行く末を案じている。娘と同じく周囲が怯えるほどの情報網を持っている。壮太たちが勢いで拾ってどうにもならなくなっていた子猫を引き取り育てるなど、面倒見はいい方。
中野加奈（なかの かな）
考の妹。24歳。兄が長男として優遇されていたように見えていたことで対抗心を燃やし、「先に結婚した方が家を出る（実家を継がなくてもいい）」という取り決めを勝手に作り、交際していると思い込んでいるみおに掣肘を仕掛けるが、のちに若手職人に恋し、恋愛の手ほどきをみおに求めるようになる。
池内智華（いけうち ともか）
智美の実母。娘から「女帝」と評されるほどお高くとまった女性。娘が幼いころに夫（有川）と離婚しているが、愛情が薄れたためではなく、バレンタインチョコを贈ったり娘を含めた三人でクリスマスのホームパーティーを開いたりと、元夫との関係が良好なことを示している。
ジョン
高沢家で飼っている犬。犬種不明だが大型。

### サイガマート社員等
阿部　正太（あべ　しょうた）
営業部営業2課所属でみおの部下。長らく本名不詳だったが、最終話近くになって名前が判明した。がっしりした体格で短髪。能力もやる気も会社への忠誠心もないため、ゆるやかなサボタージュやトラブルによってみおの足を引っ張ったりストレスの種を作ったりしている。
馬場　努（ばば　つとむ）
営業部営業2課所属でみおの部下。長らく本名不詳だったが、みおが海外事業部に転任するにあたり名前が判明した。メガネをかけオールバックにしている。大手会社であるサイガマートに入社できたことでモチベーションが尽き、定年までのんべんだらりと生きられれば良いと考えている。
御局永遠（みつぼね とわ）
経理三課主任。30歳、佐々木の上司。作者が初期のころから考えていたキャラで、「真面目」「世話好き」「スタイルはいい」「年下のかわいい子が好み」という特徴がある。当初はノルマを果たすだけで姿を消す佐々木に手を焼いていたが、中野が叱ったことで仕事に打ち込むようになった佐々木を評価している。男性には凛々しさではなく可愛さを求めるタイプで、壮太が好みのド真ん中に入っている。そのため、壮太にそれとなくアプローチを仕掛けており、みおをヤキモキさせることがある。
大のアイドルファンで、推しのコンサートのために有休をとり、特別グッズ確保のために朝5時から会場で並べる猛者。さらにはコンサートのハシゴもこなす体力と集中力をもつ。
作者の別作品『醍鹿館のシェアメイト』にも登場している。
広川（ひろかわ）
大手コンビニチェーン「モーソン」からヘッドハンティングされやってきた35歳の女性。引き抜かれてサイガマートに来ただけあって極めて優秀、さらにみおよりも若く見え、加えて可愛らしい容姿をしている。女性が社会で頑張っていくための心得をみおに説くが、直後に10歳年下の同僚と結婚、退職した。
立花亘（たちばな わたる）
サイガマートのオーナー兼店長。30歳。父親からオーナー職を継いだ新人店長。「鬼の松崎」時代のみおを知らないために彼女に好意をもち、あれこれとアタックをしかけるものの、みおが恋愛に関して奥手なためにそれに気づかず、「天然の難攻不落」と恐れている。みおが中野のことをあれこれ言うので「二人は交際しているのではないか？」と疑っていた時期もあった。

## 書誌情報
- おーはしるい 『わくわくワーキング』 竹書房〈バンブーコミックス〉、全13巻
  1. 2003年8月17日初版発行 ISBN 4-8124-5828-5
  2. 2005年7月16日初版発行 ISBN 4-8124-6193-6
  3. 2006年12月16日初版発行 ISBN 4-8124-6538-9
  4. 2008年11月10日初版発行 ISBN 978-4-8124-6897-5
  5. 2010年1月10日初版発行 ISBN 978-4-8124-7213-2
  6. 2011年5月11日初版発行 ISBN 978-4-8124-7544-7
  7. 2012年8月10日初版発行 ISBN 978-4-8124-7941-4
  8. 2013年12月10日初版発行 ISBN 978-4-8124-8490-6
  9. 2015年12月10日初版発行 ISBN 978-4-8019-5435-9
  10. 2018年1月10日初版発行 ISBN 978-4-8019-6147-0
  11. 2019年9月27日発売 ISBN 978-4-8019-6391-7
  12. 2019年7月8日発売 ISBN 978-4-8019-6676-5
  13. 2019年11月7日発売 ISBN 978-4-8019-6794-6

企画ページとして、第1巻では小笠原朋子による「こんな高沢くんはイヤだー!!」、第2巻では師走冬子による「こんな中野さんはイヤだー!!」というパロディが、各1ページ掲載されている。
第3-4巻には描き下ろしゲストコミックではなく、サイガマートの5人の性別が逆になったセルフパロディ「ぎゃくわくワーキング」が収録されている。第3巻分は『まんがライフ』2009年5月号の袋とじ付録小冊子に掲載された（その時は2Pでセリフも手書きだった）後に、2006年7月に発売された『まんがライフセレクション　おーはしるいスペシャル』に収録された（この時点でもう2P描き下ろされ、セリフも写植になった）もの、第4巻分は2008年5月発売の『まんがライフセレクション』に掲載されたもの4Pである。
第5巻には作者による番外編「わくわくハイスクール」4Pが描き下ろされている。
第6-7巻には『まんがライフセレクション』に掲載された、おーはしの別作品『ばつ×いち』『ちび♥ぷり』『そんな毎日』との4作コラボレーション漫画「わく×ばつ×ぷりな毎日♥」（6巻収録、2010年11月発売号初出）、「不思議の国のわく×ばつ×ぷりな毎日♥」（7巻収録、2011年10月発売号初出）が収録されている。
第8巻には2013年3月発売の『まんがライフセレクション』に掲載された番外編ショートストーリー8Pが収録されている。

## 備考
2009年9月発売の『まんがライフセレクション』には、『ばつ×いち』との2作品コラボレーション漫画「わく×ばつ」が、2014年11月発売の同誌には2作品をコラボさせての性別逆転パロディ「ばつ×ぎゃく×わくな1日」掲載された。これらは『ばつ×いち』単行本（前者が第2巻、後者が第5巻）に収録されている。また、『ばつ×いち』第4巻には同じく「わく×ばつシンデレラ」が描き下ろされている。